# 秋山ゆりか
秋山 ゆりか（あきやま ゆりか、1992年10月19日 - ）は、THE ポッシボー（2015年7月7日まで）、チャオ ベッラ チンクエッティ（2015年7月8日以降）の元メンバーである。ニックネームは「あっきゃん」。神奈川県在住。

## 略歴
- 2004年、ハロプロ エッグ オーディション2004合格。
- 2012年5月7日、Twitterを開始[1]。
- 2015年8月10日、チャオ ベッラ チンクエッティを卒業して、芸能界引退[2]。

## 人物
- 好きな食べ物：トマト、エビフライ、りんご、苺、お肉、もやし
- 嫌いな食べ物：ピーマン、ナス、生クリーム、納豆、チーズ、甘いもの（チョコレートなど）
- 特技：バドミントン、整理整頓、掃除、足マッサージ
- 趣味：ボウリング、カラオケ、野球観戦（阪神タイガース、金本のファン）
- 飼っているペット：犬3匹、亀2匹

## 作品

### 映像作品
- あっきゃんchu♥（2009年8月26日、彩文館出版、Grassoc）
- THE ポッシボー 5周年記念DVD「五年熟成」あっきゃんBuchu（2011年7月13日、イーネット・フロンティア）

## 出演

### テレビ
- THEポッシボー あっきゃんの部屋 （エンタ!371・PigooHD、2009年4月 - 2011年3月）
- カード学園（TBSテレビ、2009年11月6日 - ）
番組内では「THE ポッシボー」のメンバーで、特技がボウリングのため「ボードル」を名乗っている。
- アフロの変（フジテレビ、2014年12月19日）

### コンサート・イベント
- Hello! Project 2005 Winter 〜A HAPPY NEW POWER! 紅組〜（2005年1月）
- Hello! Project 2005 夏の歌謡ショー 〜'05 セレクション! コレクション!〜（2005年7月）
- Hello! Project 2006 Winter 〜ワンダフルハーツ〜（2006年1月）
- 時東ぁみ初ライブ '06春 〜ザ・中野サンプラザ〜（2006年4月1日）
- 時東ぁみライブ'06夏〜盆明けハイパーGIG〜（2006年8月18日）
- うち水っ娘大集合2006!（2006年8月20日・22日）
- アイドルイベント「しぶや夏祭り〜夏だ、夏だ!萌え上がろう!!〜」（2006年8月21日）
- B.L.T.PRESENTS Girls Woodstock vol.13（2009年6月13日、芝浦スタジオキューブ326）
- あっきゃん&はしもんマル秘生誕祭イベント（2009年10月11日、東京・秋葉原石丸電気ソフト本店）
- あっきゃん生誕記念エンジョイパーティーショー（2009年10月19日、東京・ホテルプリンセスガーデン） ※ファンクラブNICE!!会員限定

### CM
- アメリカンファミリー生命保険会社（アフラック） 「竜宮城」編（2005年）

### 映画
- Cheerfu11y（2011年10月）[3] - 数子 役[4]

### 舞台
- つんく♂タウンTHEATER 旗揚げ公演 第一弾 時東ぁみ 座長公演 「CRY FOR HELP! 〜宇宙ステーション近くの売店にて〜」（2006年8月2日 - 16日、秋葉原 石丸電気 SOFT2 7F） - 乙川ともみ 役
- つんく♂タウンTHEATER 第二弾 脱煙応援プロジェクト「手を挙げろ！健康強盗だ」（2007年1月10日 - 14日、新宿村ライブ）
- つんく♂THEATER 第四弾『あぁ 女子合唱部〜栄光のかけら〜』（2007年9月22日 - 24日、全電通労働会館） - 佐竹奈美 役（ダブルキャストA）
- amipro「ふしぎ遊戯」（2010年10月20日- 2 4日、ザ・ポケット） - 本郷唯 役
- つんく♂THEATER第九弾～めちゃモテ劇場～「めちゃモテ委員長VSめちゃモテ反対委員会ですわっ!」（2011年1月6日 - 10日、六行会ホール） - MM学園 合唱部 あっきゃん 役
- amipro 「ふしぎ遊戯～朱雀編～」（2011年3月30日 - 4月3日、シアターサンモール） - 本郷唯 役
- アリスインプロジェクト春季公演「アリスインクロノパラドックス」（2011年5月3日 - 8日、池袋シアターグリーンBOX in BOX THEATER） - 石上初子 役
- アミプロ「ふしぎ遊戯〜青龍編〜」（2012年4月25日 - 5月2日、銀座博品館劇場） - 本郷唯 役

## 書籍

### 写真集
- あっきゃんべー（2009年6月25日、彩文館出版、撮影：木村晴） - ISBN 978-4775604052。